# Медовый месяц (фильм, 2009)
Медовый месяц (серб. Medeni mesec; алб. Muaj mjalti) — сербско-албанская мелодрама 2009 года режиссера Горана Паскалевича.

## Сюжет
В ленте демонстрируется пропасть между Западной и Восточной Европой. История рассказывает о двух молодых людей из Албании и Сербии, которые на свадебной церемонии решают поехать в Западную Европу, чтобы осуществить свои мечты. Но скоро они начинают понимать, что стали заложниками своего собственного будущего и прошлого своих стран.

## В ролях
- Елена Тркуля — Вера
- Небойса Милованович — Марко
- Юзеф Широка — Ника
- Мирела Наска — Майлинда
- Лазар Ристовский

## Награды
- Международный кинофестиваль в Дурресе, 2009 г. – Гран-при за лучший фильм
- Международный кинофестиваль в Салониках, 2009 г. – Приз зрительских симпатий
- Европейский кинофестиваль в Лез-Арке, 2009 г. – Премия большого жюри режиссеру фильма
- Международный кинофестиваль в Вальядолиде, 2009 г. – Премия «Золотой гвоздь» за лучший фильм